# 13365 Tenzinyama
13365 Tenzinyama eller 1998 UL20 är en asteroid i huvudbältet som upptäcktes den 26 oktober 1998 av den japanske amatörastronomen Tomimaru Okuni vid Nanyō-observatoriet. Den är uppkallad efter det japanska berget Tenzinyama.
Asteroiden har en diameter på ungefär 9 kilometer och den tillhör asteroidgruppen Eos.